# Acianthera bidentula
Acianthera bidentula é uma espécie de orquídea epífita, família Orchidaceae, que existe de Santa Catarina ao Espírito Santo mas não em São Paulo, no Brasil. São plantas reptantes robustas de caules curto. Suas flores são sub orbiculares e espessas. As flores vinho ou púrpura, aveludadas, com labelo largo e verrucoso, amarelo, alaranjado ou púrpura. é vagamente semelhante à Acianthera saundersiana. Pabsta considerava a A. cryptoceras seu sinônimo no entanto sabe-se hoje que esta última é igual à Acianthera glanduligera.

## Publicação e sinônimos
- Acianthera bidentula (Barb.Rodr.) Pridgeon & M.W.Chase, Lindleyana 16: 242 (2001).

Sinônimos homotípicos:
- Pleurothallis bidentula Barb.Rodr., Gen. Spec. Orchid. 2: 20 (1881).

Sinônimos heterotípicos:
- Pleurothallis vinosa Hoehne & Schltr., Arch. Bot. São Paulo 1: 227 (1926).